# Sos bearneński
Sos bearneński (fr. sauce béarnaise) – sos przygotowywany na bazie sosu holenderskiego z dodatkiem estragonu, szalotki i trybuli.
Szczególnie odpowiedni do mięs pieczonych na ruszcie albo smażonych na patelni. Dodawany do befsztyków typu chateaubriand oraz innych steków wołowych; używany także do dań rybnych (wówczas estragon zastępowany jest kolendrą).
Wbrew mylącej nazwie sos nie wywodzi się z kulinarnej tradycji krainy Béarn, ale powstał przypadkowo w 1837 r. w kuchni jednego z lokali gastronomicznych w rejonie paryskim i nazwany został tak na cześć króla Henryka IV, wcześniej noszącego tytuł księcia Béarn. W jego dawnej rezydencji w Saint-Germain-en-Laye pod Paryżem znajdowała się restauracja, w której szefem kuchni był Jean-Louis-François Collinet, twórca sosu.